# Заріччя (Новооржицька селищна громада)
Заріччя — село в Україні, у Новооржицькій селищній громаді Лубенського району Полтавської області. Населення становить 40 осіб. До 2019 року орган місцевого самоврядування — Черевківська сільська рада.

## Географія
Село Заріччя розташоване за 175 км від обласного центру, 31 км від районного центру та 5 км від адміністративного центру селищної громади, на правому березі річки Сліпорід, вище за течією на відстані 1,5 км розташоване село Сліпорід, нижче за течією на відстані 1 км розташоване село Хорошки, на протилежному березі — села Черевки та Хорошки.

## Історія
27 червня 2019 року, в ході децентралізації, Черевківська сільська рада об'єднана з Новооржицькою селищною громадою Оржицького району.
- 12 червня 2020 року, відповідно до розпорядження Кабінету Міністрів України № 721-р «Про визначення адміністративних центрів та затвердження територій територіальних громад Полтавської області», село увійшло до складу Новооржицької селищної громади[1].
- 19 липня 2020 року, в результаті адміністративно - територіальної реформи та ліквідації  Оржицького району, село увійшло до складу новоутвореного Лубенського району[2].